# Урбанчич, Мелитта
Мелитта Урбанчич (нем. Melitta Urbancic, урождённая Грюнбаум, нем. Grünbaum; 21 февраля 1902, Вена — 17 февраля 1984, Рейкьявик) — австрийская поэтесса.
Родилась в еврейской семье, дочь юриста. Училась в Венском университете. В начале 1920-х годов была дружна с другой начинающей поэтессой, Эрикой Миттерер, посвятившей ей несколько стихотворений; одновременно Миттерер посылала свои стихи Райнеру Марии Рильке, в результате чего Рильке написал небольшой стихотворный цикл «Любящие (Эрика и Мелитта)» (нем. Die Liebenden (Erika und Melitta)). Затем продолжила образование в Гейдельбергском университете у Карла Ясперса и Фридриха Гундольфа, одновременно изучала актёрское мастерство под руководством Макса Райнхардта. В 1927 году защитила в Гейдельберге докторскую диссертацию «Пятистопный ямб у Граббе» (нем. Der fünffüssige Jambus bei Grabbe, опубликована как монография в том же году) и на протяжении трёх лет выступала как актриса в различных театрах Германии. В 1930 году вышла замуж за дирижёра Виктора Урбанчича и обосновалась вместе с ним в Майнце.
В 1933 году после прихода к власти нацистов семья Урбанчичей с двумя детьми была вынуждена покинуть Германию из-за еврейского происхождения Мелитты и перебралась в Грац, а в 1938 году после Аншлюса — эмигрировать дальше, в Исландию, где Урбанчич сделал успешную музыкальную карьеру вплоть до своей неожиданной смерти в 1958 году.
Мелитта Урбанчич на протяжении всей жизни в Исландии продолжала писать стихи по-немецки. В 2014 году её избранные стихотворения были опубликованы двуязычным изданием, с переводом на исландский язык, под названием «С края света» (исл. Frá hjara veraldar / нем. Vom Rand der Welt). В 2012 году вышла мемуарная книга «Встречи с Гундольфом» (нем. Begegnungen mit Gundolf).
Дочь — Зибиль Урбанчич, клавесинист, органист и хоровой дирижёр.